# Узбережжя Ріксу (орнітологічна територія)
Орнітологі́чна терито́рія «Узбере́жжя Рі́ксу» (ест. Riksu ranniku linnuala) — природоохоронна територія в Естонії, у повіті Сааремаа. Входить до Європейської екологічної мережі Natura 2000.
Загальна площа — 2194,7 га, у тому числі площа водойм — 1729 га.
Територія утворена 5 серпня 2004 року.

## Розташування
Населені пункти, що розташовуються поблизу орнітологічної території:
- у волості Ляене-Сааре: Коові, Котланді, Ріксу;
- у волості Салме: Лагетаґузе, Лимала, Мєлдрі, Тоомалиука.

## Опис
Метою створення об'єкта на узбережжі Ріксу є збереження природних оселищ існування 8 видів птахів (Директива 2009/147/EC). До охоронюваних видів належать: казарка білощока (Branta leucopsis), балтійський підвид побережника чорногрудого  (Calidris alpina schinzii), лебідь-шипун (Cygnus olor), турпан (Melanitta fusca), крех середній (Mergus serrator), турухтан (Philomachus pugnax), гага звичайна (Somateria mollissima), коловодник звичайний (Tringa totanus).